# 趙媛姜
趙氏 （？年—200年），字媛姜，東漢末年犍為資中人，盛道之妻。

## 生平
建安五年（公元200年），益州戰亂，盛道聚眾起兵，失敗後，因夫妻有牽連，都當處死。媛姜晚上告訴盛道說：「法有規定的刑罰，我們肯定無法存活，您趕緊逃走，在外建立門戶，我自己留在獄中，替您抵罪。」盛道猶豫而沒有答應。媛姜便解開他的顧慮，為他準備乾糧。兒子盛翔當年才五歲，媛姜要他帶兒子一起逃走。媛姜代替盛道當夜，應對無差錯。她估計盛道已經走遠，就將實情告訴官吏，於是被殺害。
後來，盛道父子遇大赦得以歸鄉。盛道感念妻子的道義，決定終生不再娶妻。

## 延伸阅读
[在维基数据编辑]
 《後漢書·卷84》，出自范晔《後漢書》